# Octave Van Rysselberghe

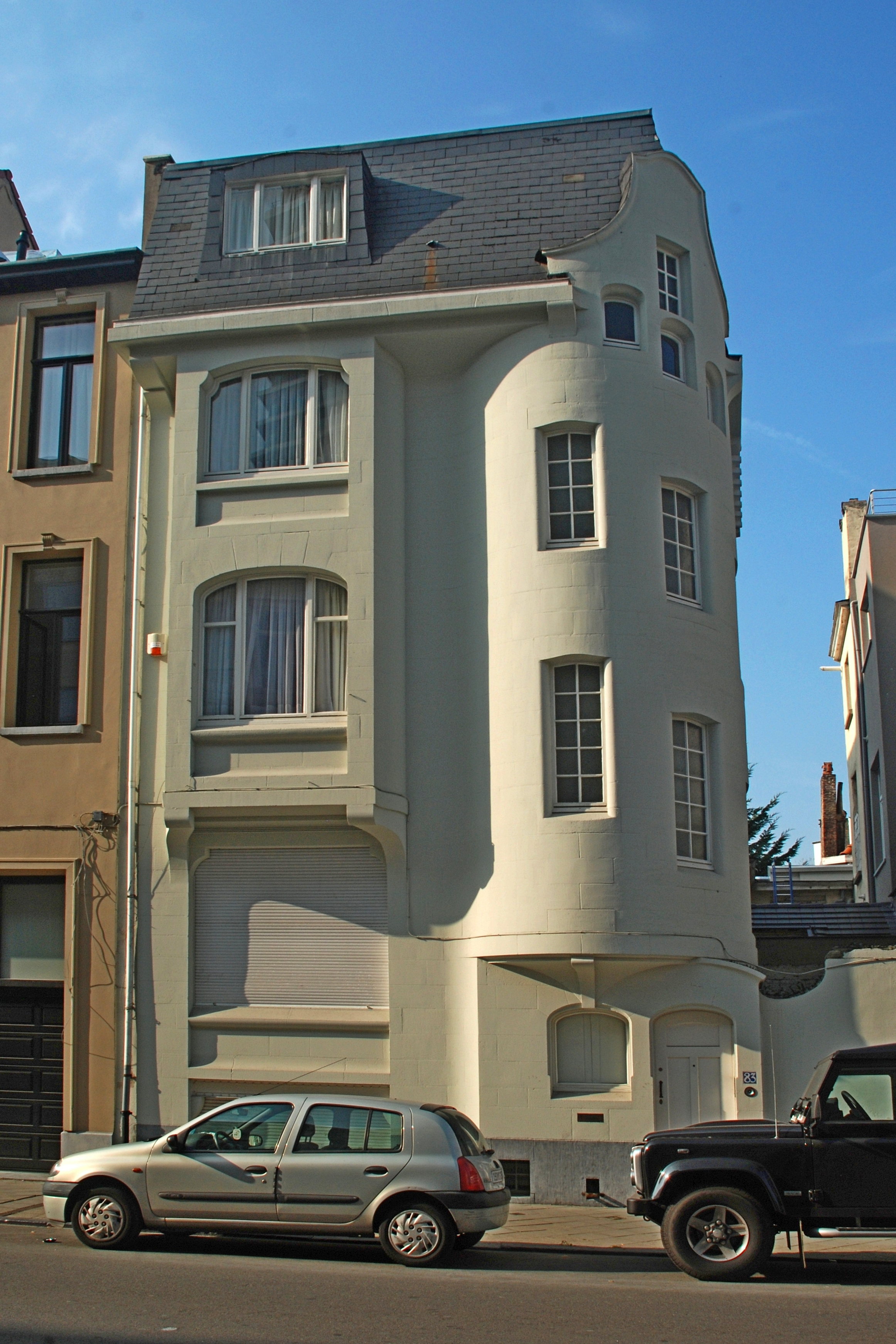
Maison Van Rysselberghe.

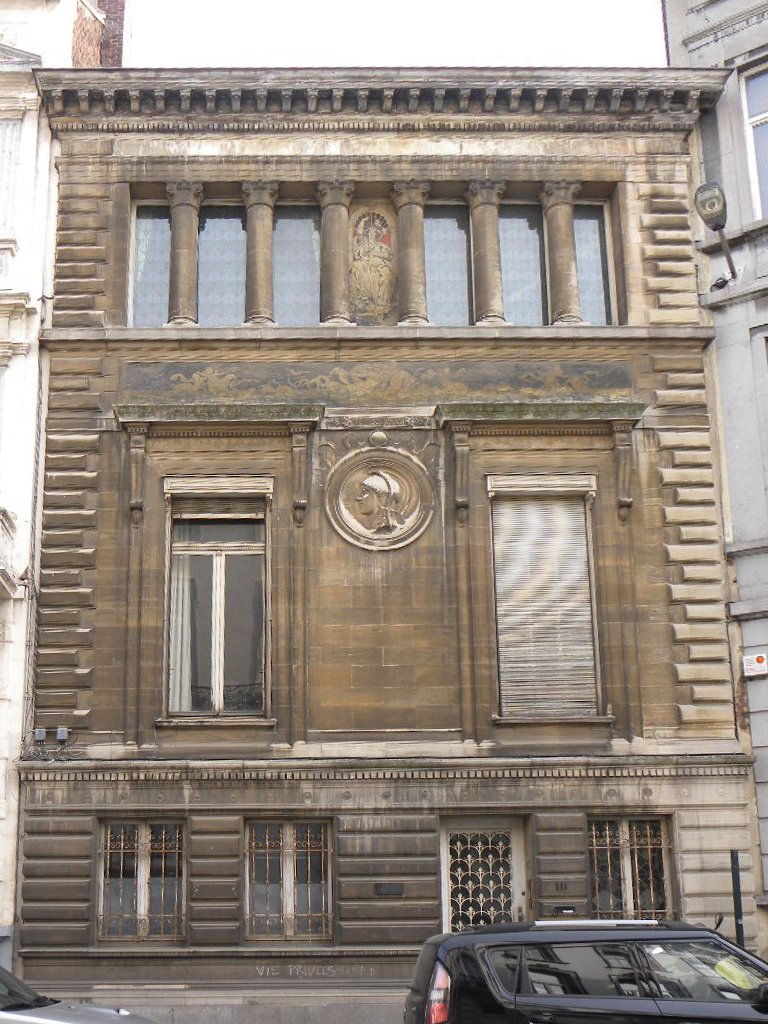
Hôtel Goblet d'Alviella.

Octave Van Rysselberghe (1855-1929) est un architecte belge de la période Art nouveau actif à Bruxelles et Westende. C'est l'un des  représentants du renouveau architectural qui a caractérisé la fin du XIXe siècle, avec Victor Horta et Paul Hankar et Henry Van de Velde.

## Biographie
Octave Van Rysselberghe (Octavius Josephus Van Rysselberghe) est né à Minderhout près d'Anvers en 1855 et décédé à Nice en 1929.
Il est le frère du peintre néo-impressionniste Théo Van Rysselberghe (1862-1926), de Charles Van Rysselberghe, architecte de la ville d'Ostende puis de Gand et de François Van Rysselberghe, pionnier de la météorologie et de la téléphonie longue-distance. 
Il étudia à l'Académie Royale des Beaux-Arts de Gand et fut formé par Adolphe Pauli (nl) à la tradition néo-classique, inspirée de la renaissance italienne.
Après un séjour en Italie, il fut stagiaire chez Joseph Poelaert dans le cadre de la construction du palais de Justice de Bruxelles avant d'entamer la construction de l'Hôtel Goblet d'Alviella en 1882.
En 1894 et 1896, il collabora avec l'architecte et décorateur Henry van de Velde pour la construction des Hôtels Otlet et De Brouckère, d'un style Art nouveau très classique et très sobre.
De 1895 à 1905, il construisit pour la Compagnie des Grands Hôtels Européens des établissements touristiques à Ostende, Cherbourg, Monte-Carlo, Saint-Pétersbourg et Tunis.

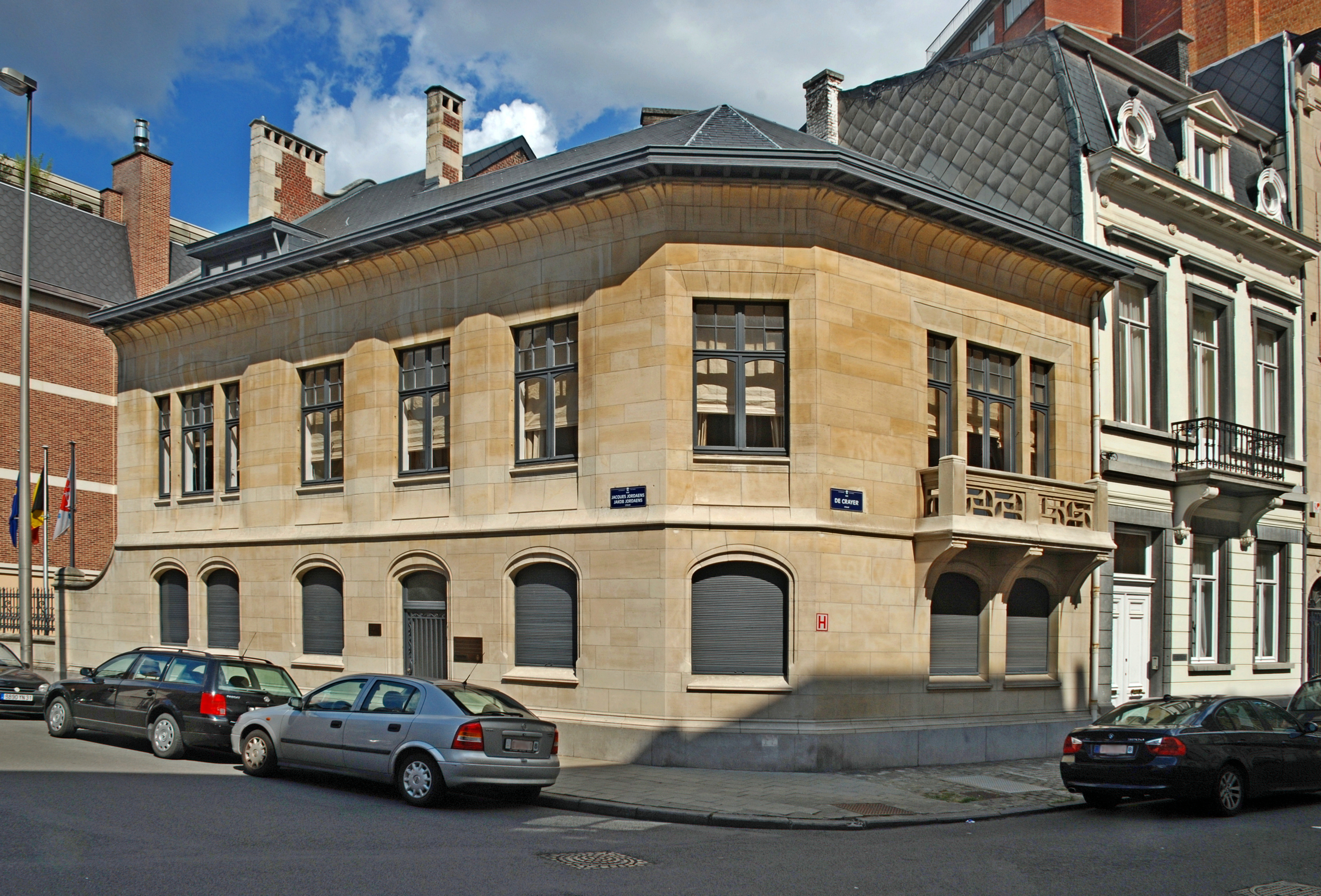
Hôtel De Brouckère.

## Réalisations remarquables
Les réalisations les plus admirables d'Octave van Rysselberghe sont :
- l'Hôtel Otlet qu'il conçut avec Henry van de Velde
- le Grand Hôtel Bellevue à Westende.

## Immeubles éclectiques inspirés de la renaissance italienne
- 1882 : Hôtel Goblet d'Alviella, rue Faider no 10 à Saint-Gilles (Bruxelles)[2]

## Immeubles de style «Art nouveau»
- 1894-1898 : Hôtel Otlet, rue de Florence no 13 et rue de Livourne no 48 à Bruxelles

décoration intérieure de Henry van de Velde : boiseries, vitraux...
- 1898 : Hôtel De Brouckère, rue Jordaens no 34 à Bruxelles (avec Henry van de Velde)

## Immeubles éclectiques d'inspiration «Art nouveau»
- 1909-1911 : Grand Hôtel Bellevue (surnommé « La Rotonde »), Digue de mer no 300 à Westende (côte belge)
- 1912 : Maison personnelle d'Octave van Rysselberghe, rue de Livourne no 83 à Bruxelles
- 1912: Avenue de l'observatoire 130[3]

## Autres immeubles
- 1910 : Villa Le Pin, au Lavandou (France)
- 1911 : Résidence de son frère Théo van Rysselberghe à Saint-Clair dans le Var (France)[4]
- La Maison Vandervelde à La Hulpe[1]

## Distinction
- Officier de l'ordre de la Couronne en 1928.